# دنی آدامز
دنی آدامز (انگلیسی: Danny Adams؛ زادهٔ ۳ ژانویهٔ ۱۹۷۶) یک بازیکن فوتبال است.
از باشگاه‌هایی که در آن بازی کرده‌است میتوان به باشگاه فوتبال مورکم، باشگاه فوتبال آلترینچام، باشگاه فوتبال هادرسفیلد تاون، باشگاه فوتبال استوک‌پورت کانتی، باشگاه فوتبال استالی‌بریج سلتیک، باشگاه فوتبال ویتون آلبیون، و باشگاه فوتبال مکلسفیلد تاون اشاره کرد.